# Alan Buchanan
Alan Harold Buchanan (20 oktober 1922 – Saint Peter, 26 januari 2015) was een vooraanstaand Brits scheepsbouwkundige die bekendheid genoot door onder meer het ontwerp van het eerste Europese glasvezelversterkte kunststof zeiljacht. Buchanan was met zijn kantoor gespecialiseerd in zeilkruisers, die in het Verenigd Koninkrijk en (vanaf 1952) in Nederland gebouwd werden.

## Carrière
Alan Buchanan begon zijn carrière in de luchtvaartindustrie: hij was onder meer technisch tekenaar bij de vliegtuigfabriek van De Havilland, even benoorden Londen. Tijdens de Tweede Wereldoorlog werkte hij voor diverse vliegtuigbouwers aan watervliegtuigen en bommenwerpers, daarmee zijdelings betrokken zijnde bij het Barnes Wallis's stuiterbom project. 
In zijn vrije tijd hield hij zich bezig met zeilen en het ontwerpen van jachten, hetgeen hem na de Tweede Wereldoorlog door de toenemende populariteit van de pleziervaart deed besluiten om van het ontwerpen van jachten zijn beroep te maken. Zijn verleden in de vliegtuigbouw kwam daarbij goed van pas; het reduceren van het gewicht zonder daarbij de sterkte en stabiliteit teniet te doen deed hem onderscheiden van andere scheepsbouwers. Het lukte hem dan ook om diverse onderdelen te minimaliseren of zelfs weg te laten binnen de gestelde eisen voor het wedstrijdzeilen, zodat zijn ontwerpen door de gerealiseerde weerstandsvermindering zeer succesvol waren. 
Medio jaren vijftig was zijn faam zozeer gegroeid dat hij er een eigen bureau met ongeveer tien tekenaars en ingenieurs op na kon houden. 

### Houtbouw
Buchanan begaf zich in het topsegment van de houtbouw. Deze jachten werden bij gespecialiseerde Engelse werven vervaardigd. Ze waren veelal gemaakt van duurzame materialen, zoals mahonie- of teakhout en gebouwd volgens de hoogste standaard: de Lloyd's Register of Shipping 100 A1 Yacht Classification.

### Staalbouw in Nederland
Buchanans faam strekte zich al gauw buiten de Britse landsgrenzen uit. Zo werden zijn ontwerpen in hout ook in Nederland populair. 
In 1952 begon Buchanan met het ontwerpen van stalen jachten die hij in Nederland liet bouwen, veelal voor zijn Nederlandse clientèle. Onder de toegenomen welvaart in de eerste twee decennia na de Tweede Wereldoorlog, werden de goedkopere stalen jachten meer en meer betaalbaar voor de opkomende Nederlandse middenklasse. Deze markt zou ervoor zorgen dat de Nederlandse staalbouw een groot gedeelte van Buchanans opdrachten zou gaan innemen. Toch bleef Buchanan de houtbouw trouw, die bleef hij in Engeland realiseren. In de jaren zestig zou het komen tot een versmelting: de stalen Nederlandse casco's werden in Engeland afgetimmerd. 

### Nieuwe bouwtechnieken
Naast staalbouw pionierde Buchanan met nieuwe materialen zoals aluminiumlegeringen en glasvezelversterkte kunststof. Medio jaren vijftig baarde hij opzien met het ontwerp van de "Bonito", het eerste Europese jacht met een glasvezelversterkte romp. Vele glasvezelversterkte jachten zouden volgen, waaronder de populaire halcyon 23, welke tot 1975 in productie zou blijven. Met de opmars van polyester in de (Nederlandse) jachtbouwwereld maakte Royal Huisman al vroeg succes met onder meer Buchanans ontwerpen voor polyester jachten. 

### Meer dan 50 jaar actief
Alan Buchanan liet een zeer omvangrijk oeuvre na: naast een groot aantal (zeil)jachten ontwierp hij een veelheid aan andere kleine pleziervaartuigen en beroepsvaartuigen, zoals kustvaarders, vissersschepen, blus- en veerboten. Omdat Buchanan weigerde met pensioen te gaan, bleef hij tot in zijn tachtiger jaren actief en maakte tijdens zijn leven meer dan 2400 ontwerpen. De tekeningen zijn na zijn overlijden door de familie geschonken aan het National Maritime Museum Cornwall. 
Buchanans werk kan worden getypeerd als zijnde hoogwaardig, efficiënt, uitgebalanceerd, zeewaardig en veelal voorzien van fraaie lijnen. Door het vroege gebruik van bouwtechnieken uit de vliegtuigindustrie heeft Buchanan een blijvende stempel gedrukt op de ontwikkeling van de jachtenbouw in binnen- en buitenland.

## Theepot
Naast schepen in opdracht bouwde Alan Buchanan ook een aantal zeilschepen voor zichzelf, waarmee hij wedstrijden voer. Bij het ontwerp liet hij zich inspireren door de theeklippers. 
Tijdens de wedstrijden voer hij op zijn zeiljacht een persoonlijke driehoekige zwartomrande vlag met daarop een theepot afgebeeld. (Deze vlag wordt thans gevoerd door de Buchanan Owners Association, het internationale genootschap van eigenaren van een door Buchanan ontworpen schip.)
Buchanan had iets met thee: van hem werd gezegd dat hij graag het roer overdroeg om binnen een pot thee te gaan zetten voor de bemanning, bij voorkeur nét vijf minuten voordat het ging regenen.